# Машина-амфибия
Машина-амфибия (от греч. ἀμφί- — «двоякий» + βίος — «жизнь») — транспортное средство-вездеход, оборудованное двигателем (одним или несколькими), способное самостоятельно передвигаться как по земле (суше), так и по воде, как по воде так и по воздуху, и так далее, то есть способное передвигаться в нескольких средах (местах).

## История
Ранее амфибиями называли колёсно-гусеничные машины, то есть машины имевшие колёсный и гусеничный движитель, позволявшие уверенно перемещаться по шоссе (колёсный ход) и бездорожью (гусеничный ход) например амфибия-танк.
Позже название амфибия в основном относилось к машинам которые могли ездить и плавать. В основном подобные машины разрабатывают по заказу военных ведомств государств мира, например, плавающие автомобили и автотранспортёры (ПБ-4, Ford GPA, ГАЗ-46, ЗИС-485, УАЗ-3907, ВАЗ-2122, ГАЗ-3409 и другие), плавающие танки (советский ПТ-76, китайский Тип 63, шведский IKV-91 и другие), плавающие бронетранспортёры (гусеничные: БТР-50, EFV, AAV7 и другие; колесный VAE и другие).
Оценивая возможности применения амфибий (глиссеров — в терминологии 1935 года) в военных действиях, советский военачальник С. А. Меженинов, выступая на совещании командного состава РККА 9 декабря 1935 года, сказал следующее: «Мы передали сейчас в войска относительно небольшое количество глиссеров. Эти глиссера нами рассматриваются как средство действия на реках и как средство для выбрасывания первых эшелонов при переправах. Но отчетов и мнений мест относительно методов использования и технической пригодности этих глиссеров на месте мы не имеем. Между тем эти глиссера приспособлены теперь и к передвижению по земле. Например, глиссер шёл из Москвы в Гороховец на собственных колесах, потом перешел на реку. Так он сейчас приспособлен. Это средство, достаточно неожиданное для противника, может помочь нам при действиях на озёрах и реках».
Для гражданского использования это нехарактерные конструкторские решения и чаще всего удел фирм и одиночек энтузиастов, хотя на рынок и поступают небольшие партии экспериментальных машин, например Amphicar, Лопасня, Емеля, Тайга, экскурсионные автобусы-амфибии (часто переделанные из списанных военных грузо-пассажирских транспортёров), а также есть даже серийное производство, например, ГАЗ-3409.
- Танки ПТ-76. 7-я дивизия обороны, Войско Польское (ВС ПНР), 1971 год.
- Американский малый плавающий автомобиль Ford GPA
- Советский большой плавающий автомобиль БАВ-485
- Советский гусеничный плавающий броневой транспортер БТР-50
- Советский плавающий грузо-пассажирский транспортёр поисково-спасательного комплекса для поиска и эвакуации космонавтов ЗИЛ-49061
- Советский плавающий шнекороторный снегоболотоход ЗИЛ-29061
- Современный малый российский гусеничный плавающий грузо-пассажирский транспортёр-снегоболотоход ГАЗ-3409
- Современный британский экскурсионный автобус-амфибия на реке Темза в Лондоне
- Серийный немецкий плавающий внедорожник 6х6 Solo 750
- Снегоболотоход ГАЗ-3344-20 «Алеут»
- Амфибия «Дрозд»